# Mesopsychidae
Mesopsychidae (лат.) — семейство вымерших насекомых отряда Mecoptera. Описано Робертом Тилльярдом в 1917 году. Мезозойские представители семейства обладали длинным хоботком.

## Распространение
Жили с пермского по меловой периоды на территории Азии, Австралии и Африки.

## Систематика
Семейство включает 29 видов в составе 11 родов.
- Afristella Riek, 1974
- Aristopsyche Tillyard, 1919
- Itaphlebia Sukacheva, 1985
- Chrysopanorpa Riek, 1974
- Ferghanopsyche Martuinov, 1937
- Lichnomesopsyche Ren, Labandeira & Shih, 2010
- Neuropsyche Carpenter, 1933
- Permopsyche Bashkuev, 2011
- Ptychopteropsis Martynov, 1937
- Sogdopsyche Martynov, 1937
- Triassopsyche Tillyard, 1917
- Turanopsyche Martynov, 1937
- Turbidapsyche Lian & Huang, 2024
- Vitimopsyche Novokshonov & Sukacheva, 2001
- Mesopsyche Tillyard, 1917
  - Mesopsyche incompleta Bashkuev, 2011 — пермский период, Владимирская область[2].

## Галерея

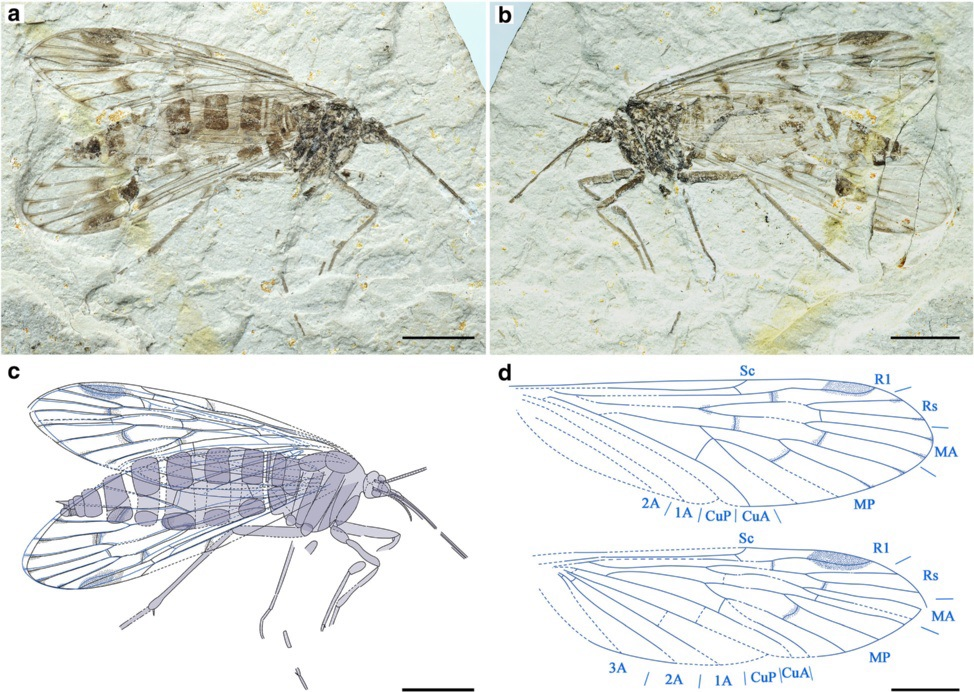
Lichnomesopsyche daohugouensis
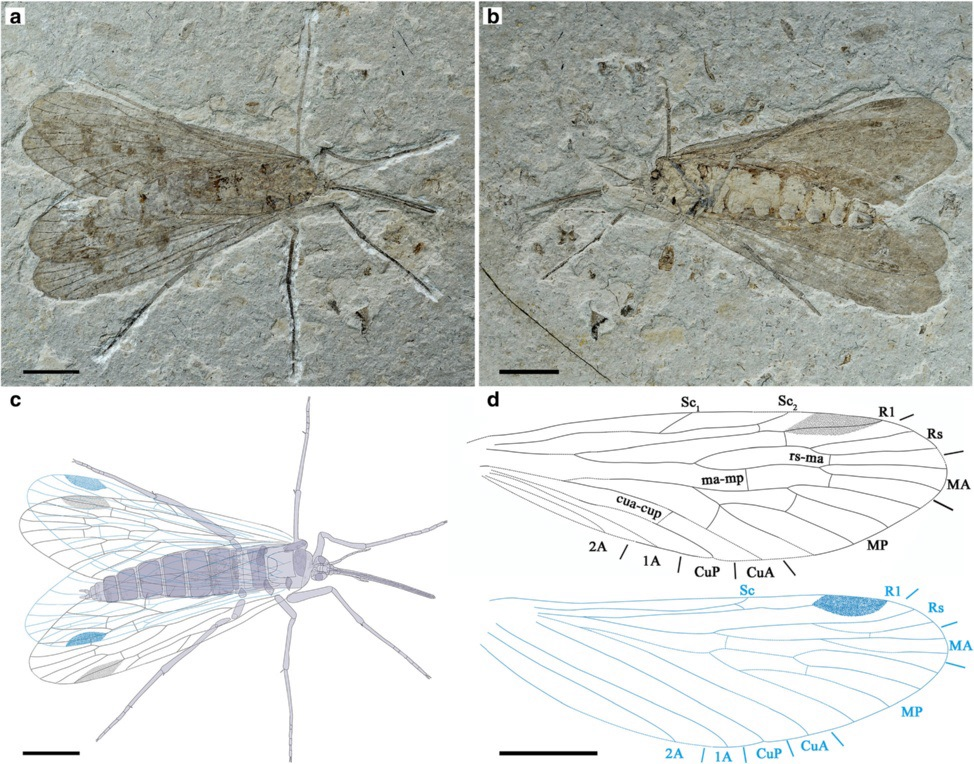
Lichnomesopsyche prochorista